# Каріков Джеміль Енверович
Джеміль Енверович Каріков (крим. Cemil Karikov, нар. 28 липня 1960, Беговат, СРСР) — кримськотатарський музикант-фольклорист та композитор. Автор аранжування національного кримськотатарського гімну для хору та симфонічного оркестру. Заслужений діяч мистецтв України (2015).

## Життєпис
Народився в узбецькому місті Беговат. З відзнакою закінчив Сухумське державне музичне училище (відділення народних інструментів), а згодом — теоретико-композиторське відділення Ташкентської державної консерваторії.
Працював музичним керівником ансамблю «Хайтарма» та головним диригентом Кримськотатарського драматичного театру. Обіймав посаду музичного редактора ДТРК «Крим». У 2004 році ініціював створення ансамблю традиційної музики «Maqam», завдяки діяльності якого було повернуто з небуття велику кількість майже забутих народних пісень. Каріков приклав руку до відродження цілої низки національних музичних інструментів (саз, баглама, кавал, сантир, кеменче, зурна, най). У виконанні «Maqam» вперше за багато років прозвучали пісні ханських часів. Джеміль Кариков є автором аранжування національного кримськотатарського гімну для хору та симфонічного оркестру. Викладав у Сімферопольському музичному училищі ім. П. І. Чайковського.
Неодноразово представляв кримськотатарське музичне мистецтво в Україні, Туреччині, Німеччині, Польщі, Росії. Написав музику для спектаклів «Алим», «Эвленюв», «Антиквар тюкяны», «Айненни» (Кримськотатарський академічний музично-драматичний театр), співавтор телепроєктів «Къадимий чалгъы алетлери» (укр. «Старовинні музичні інструменти») та «Йырла, сазым» на телеканалі ATR. Композитор художнього фільму «Хайтарма».
У листопаді 2015 року Джемілю Карікову було присвоєно почесне звання «Заслужений діяч мистецтв України».
У вересні 2016 року обійняв посаду заступника директора Державного підприємства «Кримський дім».

## Збірки творів для оркестрів
- «Крымскотатарский альбом для фортепиано» (1999)
- «Миниатюры для струнного квартета» (2001)
- «Къырымнынъ чёль йырлары» (2005) — спільно з Ділявером Османовим
- «Инструментальная музыка ханского периода» (2007)
- «Сайлама вокал эсерлери» (2009)
- «Иляхилер» (2009)
- «Джазовый альбом для фортепиано» (2010)

## Відзнаки та нагороди
- Заслужений діяч мистецтв України (16 листопада 2015) — за значний особистий внесок у розвиток телебачення, радіомовлення і зв'язку в Україні, багаторічну сумлінну працю та високу професійну майстерність[1]